# 瓦季姆·巴卡京
瓦季姆·维克托罗维奇·巴卡京，（俄語：Вадим Викторович Бакатин，羅馬化：Vadim Viktorovich Bakatin，1937年11月6日—2022年7月31日），苏联、俄罗斯政治人物，陆军中将军衔。曾任苏共克麦罗沃市委第二书记；苏共基洛夫州、克麦罗沃州委第一书记；苏联国家安全委员会末任主席；苏联共和国间安全局长等职务。1991年6月作為獨立候選人參加俄羅斯總統選舉。

## 生平
- 1937年11月6日出生于克麦罗沃州基谢廖夫斯克的一个测绘师家庭。1956年以银牌成绩毕业于当地高中。
- 1956年-1960年，新西伯利亚古比雪夫土木工程学院学习，获土木工程师资格。[4]
- 1960年-1962年，克麦罗沃州建筑公司工人、监督员。
- 1962年-1963年，克麦罗沃州第一建筑公司经理。
- 1963年-1969年，克麦罗沃州第三建筑公司总工程师。1964年11月加入苏联共产党。
- 1969年-1971年，克麦罗沃州第四建筑公司经理。
- 1971年-1973年，克麦罗沃市房屋建设公司总工程师。
- 1973年-1975年，苏共克麦罗沃市委第二书记。
- 1975年-1977年，苏共克麦罗沃州委建设部主任。
- 1977年-1983年10月，苏共克麦罗沃州委书记。
- 1983年10月-1985年3月，苏共中央委员会巡视员。1985年毕业于苏共中央社科院。
- 1985年3月-1987年5月，苏共基洛夫州委第一书记。
- 1987年5月-1988年11月，苏共克麦罗沃州委第一书记。
- 1988年10月-1990年12月，苏联内务部长。
- 1990年3月-1991年12月，苏联总统委员会委员。期间，1991年8月-12月，苏联国家安全委员会主席。1991年11月-1992年1月，苏联共和国间安全局长。
- 1992年3月-1997年，經濟和社會改革國際基金會副主席和政治及國際關係部主任。
- 1997年起，巴林·沃斯托克（英语：Baring Vostok Capital Partners）（莫斯科）的董事/顧問。
- 2022年7月31日于莫斯科逝世，享年84岁[5][6]。葬于特罗耶库罗夫公墓。

巴卡京是苏共27-28大，第19次代表会议代表；第27-28届中央委员；第11届俄罗斯苏维埃社会主义联邦共和国最高苏维埃代表。

## 军衔
- 中将（1988年晋升）

## 荣誉
- 列宁勋章（1987）
- 荣誉勋章（1976）
- 纪念列宁诞辰一百周年奖章
- 退休劳动者奖章

## 格言
契卡主義的傳統必須被根除，必須不再作為一種意識形態存在。

## 轶事
1991年，作为克格勃主席的巴卡京向美国驻苏联大使罗伯特·施瓦茨·施特劳斯透露在原本打算取代斯帕索大厦作为美国驻莫斯科大使馆的大楼中安装秘密监听设备的方法。施特劳斯报告说，这一披露是出于合作和善意，“不附带任何条件”。巴卡京的行动遭到严厉批评，包括最终被收回的叛国指控。

## 外部連結
- NUPI profile
- 维基共享资源上的相關多媒體資源：瓦季姆·巴卡京